# Dama de Baza
La Dama de Baza es una escultura íbera del siglo IV a. C., labrada en piedra caliza policromada por los bastetanos. Se encuentra expuesta en el Museo Arqueológico Nacional de España, en Madrid.

## Hallazgo
Esta obra fue encontrada el 21 de julio de 1971 por el arqueólogo Francisco José Presedo Velo en el Cerro del Santuario, necrópolis de la antigua Basti (Baza), en la provincia de Granada (España). El propietario de la finca donde se descubrió, reclamó judicialmente, reconociéndosele que era suya y debía ser indemnizado con la mitad de su valor económico, al ser declarado bien protegible.
Estaba dentro de una cámara funeraria de 2,60 m de ancho y 1,80 m de profundidad, donde había además un ánfora púnica que se comunicaba con la superficie por medio de un embudo, a través del cual seguramente se hacían desde el exterior libaciones como ofrendas líquidas. Esto indica que se profesaba culto a la persona allí enterrada.

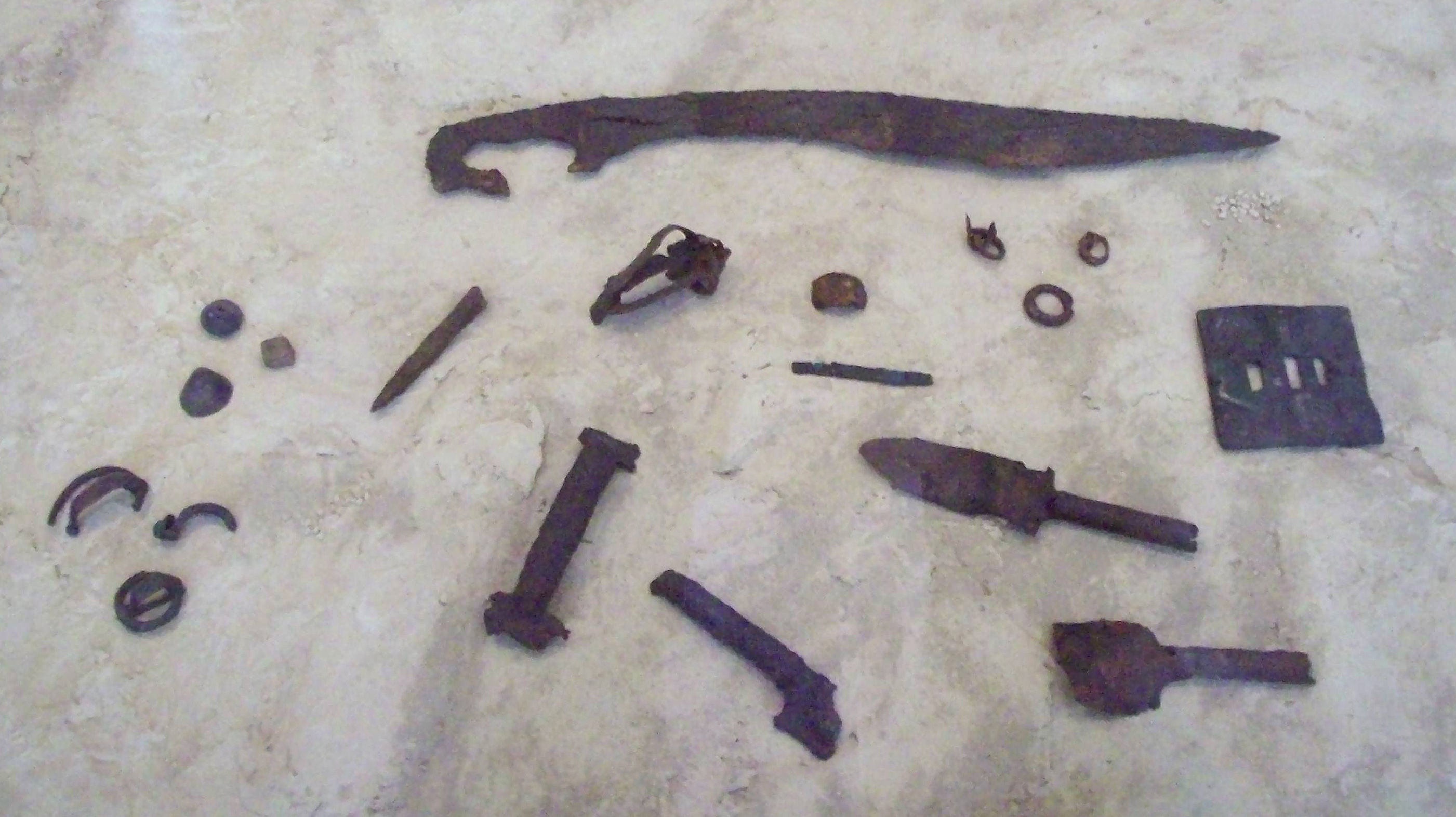
Objetos metálicos hallados junto a la Dama (M.A.N.)

Delante de la dama había un pequeño amontonamiento de armas quemadas y otros objetos que formaban la panoplia de un guerrero. Los arqueólogos, basándose en esto, llegaron a la conclusión de que podría tratarse del enterramiento de un importante guerrero. Sin embargo, recientes estudios realizados por Trancho y Robledo en los restos encontrados en el interior de la Dama revelan que éstos pertenecieron a una mujer, que superó los veinte años, pero probablemente no pasó de los treinta. No es el único caso de enterramientos de mujeres con armas en su ajuar funerario.
Las teorías que se barajan actualmente son que podría haberse tratado de una guerrera divinizada (en relación con las falcatas y otras armas encontradas en el yacimiento) o de una reina-sacerdotisa. Si bien el carácter sacro de la persona allí enterrada es más que evidente, no lo es tanto su carácter guerrero. Es posible que dichas falcatas sean simples ofrendas o demarcadores del prestigio social del que gozaba la persona allí enterrada (debido a lo costosa que era la elaboración de una de estas «espadas»), por lo que se tiende a pensar que se tratara con más probabilidad de una figura femenina de gran importancia social, como una reina o hechicera.

## Descripción

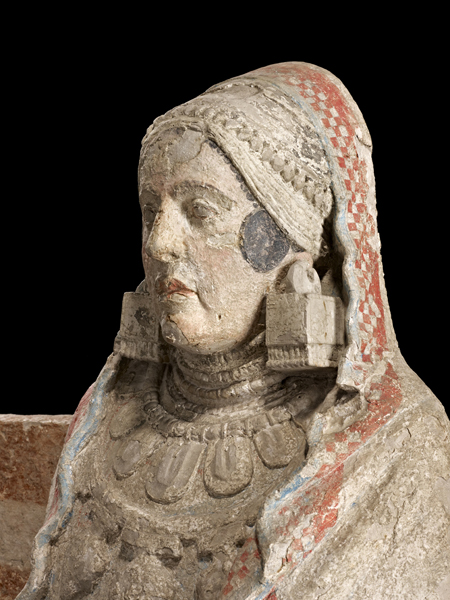
Detalle de la Dama de Baza

La dama está sentada en un trono que tiene unas alas bastante largas en el respaldo. Las patas delanteras del trono son garras de león. La superficie está rematada con la técnica del estucado y pintada después en azul, rojo, castaño y negro, todo ello aglutinado con yeso.
Su rostro muestra unas facciones mediterráneas. Tiene el pelo negro, con dos grandes ondas laterales que asoman por debajo de un tocado compuesto por una cofia o tiara que cubre parcialmente las orejas y que además está decorada con tres bandas. Lleva unos pendientes de gran tamaño que están huecos y que cuelgan directamente del lóbulo de la oreja. El cuello está cubierto por cuatro gargantillas y a continuación luce un collar formado por cuentas en forma de tonel al que se enganchan cinco colgantes. Otro gran collar se muestra con tres piezas en forma de corazón. En los dedos tiene numerosos anillos y en cada muñeca se pueden ver varios aros.